# Hayabusa Mk2
Hayabusa Mk2 (Hayabusa Mark2, はやぶさ Mk2, , literalment "falcó pelegrí", Mk2 pronunciat Mark Two) va ser una missió espacial cancel·lada de l'Agència Espacial Japonesa (JAXA) dirigida a visitar un petit asteroide primitiu i tornant a la Terra amb una mostra per a anàlisi en laboratori. És la missió precursora a les missions Hayabusa i Hayabusa 2, també desenvolupades per la JAXA. L'última proposta del Hayabusa Mk2 manifesta el seu objectiu de ser el latent cometa 4015 Wilson-Harrington (1979 VA), amb el llançament de la sonda en el 2018. Del 2007 al 2011, també es va considerar com una missió conjunta JAXA-ESA (Agència Espacial Europea) sota el nom de Marco Polo. La investigació in-situ i l'anàlisi de les mostra pot ajudar a entendre les propietats físiques i químiques d'un petit objecte proper a la Terra (NEO) que es creu que ha mantingut la composició original de la nebulosa solar on es van formar els planetes. Per tant, proporcionarà dades importants als models de formació de planetes i més d'informació sobre la hipòtesi de com la vida va poder haver estat portada a la Terra. La informació sobre l'estructura física ajudarà a definir estratègies eficients de mitigació contra un objecte amb una amenaça potencial.